# Seneca (cráter)

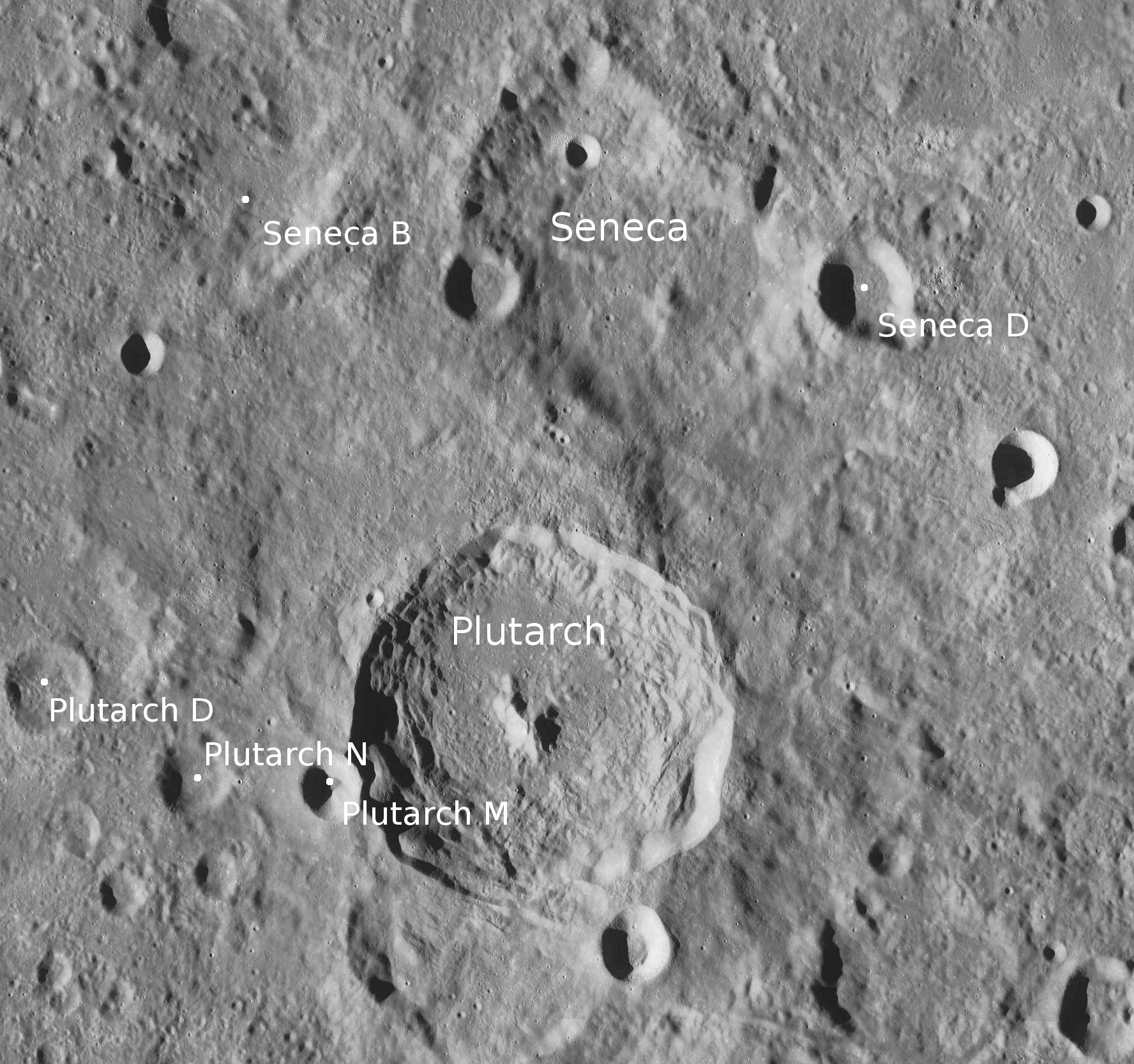
Entorno de Seneca. Fotografía de la misión Lunar Reconnaissance Orbiter

Seneca es un cráter de impacto lunar que está localizado hacia el limbo este-noreste, a menos de un diámetro al norte de Plutarch. Al noroeste se encuentra el cráter Hahn, y al norte se halla la gran planicie amurallada de Gauss.
|  |

Este elemento ha sido fuertemente erosionado por sucesivos impactos, con un borde exterior distorsionado y recubierto por varios pequeños cráteres. Aparece aproximadamente en forma de rombo como se ve desde vehículos en órbita, aunque aparece con un fuerte escorzo cuando se ve desde la Tierra. Un pequeño cráter yace sobre el borde occidental y la pared interior. El pequeño cráter Seneca D está unido al sector oriental exterior. También aparece un cráter más pequeño atravesando el ápice norte del brocal. El suelo interior es algo irregular, particularmente en su mitad sur.

## Cráteres satélite
Por convención estos elementos son identificados en los mapas lunares poniendo la letra en el lado del punto medio del cráter que está más cercano a Seneca.
|        | \| Seneca \| Coordenadas \| Diámetro \| \| ------ \| ---------------------------- \| -------- \| \| A \| 26°24′N 75°42′E / 26.4, 75.7 \| 17 km \| \| B \| 27°12′N 77°24′E / 27.2, 77.4 \| 28 km \| \| C \| 26°18′N 75°06′E / 26.3, 75.1 \| 22 km \| \| D \| 26°36′N 81°18′E / 26.6, 81.3 \| 18 km \| \| E \| 29°12′N 79°36′E / 29.2, 79.6 \| 16 km \| \| F \| 29°30′N 81°54′E / 29.5, 81.9 \| 15 km \| \| G \| 29°24′N 83°12′E / 29.4, 83.2 \| 19 km \| |          |
| Seneca | Coordenadas | Diámetro |
| A      | 26°24′N 75°42′E / 26.4, 75.7 | 17 km    |
| B      | 27°12′N 77°24′E / 27.2, 77.4 | 28 km    |
| C      | 26°18′N 75°06′E / 26.3, 75.1 | 22 km    |
| D      | 26°36′N 81°18′E / 26.6, 81.3 | 18 km    |
| E      | 29°12′N 79°36′E / 29.2, 79.6 | 16 km    |
| F      | 29°30′N 81°54′E / 29.5, 81.9 | 15 km    |
| G      | 29°24′N 83°12′E / 29.4, 83.2 | 19 km    |